# Saint-Quentin-sur-Indrois
Saint-Quentin-sur-Indrois település Franciaországban, Indre-et-Loire megyében. Lakosainak száma 492 fő (2022. január 1.). Saint-Quentin-sur-Indrois Sublaines, Chambourg-sur-Indre, Chédigny, Ferrière-sur-Beaulieu, Genillé és Luzillé községekkel határos.

## Népesség
A település népessége az elmúlt években az alábbi módon változott:
| Lakosok száma | 440  | 425  | 405  | 429  | 512  | 511  | 510  | 497  | 491  | 492  |
|               | 1968 | 1982 | 1990 | 2006 | 2013 | 2015 | 2017 | 2019 | 2020 | 2022 |